# Germanismo
Germanismo (do latim Germania = Alemanha) é um termo característico do alemão, por vezes também de outras línguas da mesma família linguística (ver Línguas germânicas), emprestado e adotado por outras culturas e idiomas.
Seguem alguns exemplos de germanismos registrados no português, especialmente do Brasil meridional: blitz, chimíer (de Schmier), chucrute (do francês choucroute, do alemão Sauerkraut), cobalto (de Kobalt), cuca (de Kuchen), diesel, kitsch, lúmpen, quermesse (do flamengo/holanda) falado na Bélgica Kerkmisse) e igualmente conhecido como Kerb (um empréstimo do dialeto Riograndenser Hunsrückisch), valsa (de Walzer), vermute (de Wermuth). 
Há também os germanismos antigos (i.e. visigodos, suavos) que ingressaram na língua portuguesa logo em seu período formativo inicial na Península Ibérica (diretamente, ou de segunda mão)